# Rudolf Bruntálský z Vrbna
Rudolf hrabě Bruntálský z Vrbna (německy Rudolf Graf von Wrbna und Freudenthal; 4. dubna 1801 Vídeň – 12. února 1874 Vídeň) byl český šlechtic z rodu Bruntálských z Vrbna, rakouský důstojník, dvořan a velkostatkář na Moravě. Původně sloužil v armádě, později byl dlouholetým nejvyšším lovčím císaře Františka Josefa (1849–1874).

## Životopis
Pocházel ze starobylého slezského šlechtického rodu usazeného v Čechách a na Moravě, narodil se jako devátý a nejmladší potomek císařského nejvyššího komořího Rudolfa Jana Bruntálského z Vrbna (1761–1823) a jeho manželky hraběnky Marie Terezie Kounicové (1763–1803).  Od mládí sloužil v armádě u různých jednotek jezdectva, v roce 1829 byl povýšen na nadporučíka u 1. hulánského pluku v Žatci, později byl převelen k 10. husarskému pluku do Tarnówa. U této jednotky byl v roce 1837 povýšen na rytmistra a poté sloužil u 9. husarského pluku v Pardubicích.. Z aktivní služby v armádě odešel v roce 1846 a v letech 1848–1849 byl poslancem moravského zemského sněmu. Během revolučního roku 1848 byl v zemských volbách 1848 zvolen na Moravský zemský sněm, kde zastupoval kurii virilistů a velkostatků. Na sněmu byl zvolen za člena komise pro zrušení roboty a komise pro vyzdvižení patrimoniální pravomocnosti. Na zasedání 19. června 1848 podpořil návrh na zrušení roboty bez náhrady pro drobné rolníky do tří měřic polí.
Poté přešel do dvorských služeb a v letech 1849–1874 zastával funkci nejvyššího lovčího. Na severní Moravě vlastnil panství Velká Střelná s rozlohou přes 1 000 hektarů půdy.
V roce 1821 byl jmenován císařským komorníkem a ve funkci nejvyššího lovčího obdržel titul c. k. tajného rady s nárokem na oslovení Excelence (1849). Během služby v armádě a u dvora získal několik ocenění. V Rakousku byl nositelem Řádu železné koruny I. třídy, v zahraničí získal turecký Řád Medžidie, pruský Řád červené orlice I. třídy, württemberský Řád koruny a řecký Řád Spasitele, saský Civilní záslužný řád a toskánský Řád sv. Josefa.

## Rodina
V roce 1826 se oženil s Konstancií Chorinskou z Ledské (1807–1831), dcerou hraběte Františka Kajetána Chorinského z Ledské. Z jejich manželství se narodily čtyři děti, Konstancie zemřela ve třiadvaceti letech krátce po čtvrtém porodu. Dospělosti se dožil syn Rudolf (1831–1893), který se později stal dědicem velkostatků Holešov a Jaroměřice nad Rokytnou. Dcera Terezie (1828–1905) byla manželkou dolnorakouského zemského maršálka hraběte Kristiána Kinského (1822–1894).